# Zhong Weiping
Zhong Weiping (chiń. 仲维萍; ur. 23 października 1981 w Szanghaju) – chińska szpadzistka, trzykrotna medalistka mistrzostw świata.
Podczas mistrzostw świata w Lizbonie w 2002 roku Chinki w składzie: Luo Xiaojuan, Li Na, Shen Weiwei i Zhong Weiping zdobyły brązowy medal w turnieju drużynowym. W tej samej konkurencji zdobyła następnie złoty medal na mistrzostwach świata w Turynie w 2006 roku i srebrny na mistrzostwach świata w Pekinie dwa lata później.
Wystartowała na igrzyskach olimpijskich w Atenach w 2004 roku, gdzie była szósta drużynowo. Brała też udział w igrzyskach olimpijskich w Pekinie w 2008 roku, zajmując dziesiąte miejsce w turnieju indywidualnym. 
Ponadto zdobyła srebrny medal drużynowo na igrzyskach azjatyckich w Pusan (2002) oraz złoty drużynowo i srebrny indywidualnie na igrzyskach azjatyckich w Doha (2006). 